# .fk
.fk là tên miền Internet cấp cao nhất dành cho quốc gia (ccTLD) của Đảo Falkland.
Người đăng ký phải là công dân Đảo Falkland.
Những tên miền cấp 3 chỉ được đăng ký dưới tên cấp 2 sau:
- .co.fk – cho tổ chức thương mại
- .org.fk – cho tổ chức phi thương mại
- .gov.fk – cho tổ chức chính phủ
- .ac.fk – cho tổ chức học thuật
- .nom.fk – cho tổ chức cá nhân
- .net.fk – cho ISP và những tổ chức mạng tương tự